# Kepyar
Kepyar is een bestuurslaag in het regentschap Wonogiri van de provincie Midden-Java, Indonesië. Kepyar telt 3340 inwoners (volkstelling 2010).